# Maria Magdalene
 For alternative betydninger, se Maria Magdalene (flertydig).
Maria Magdalene var en af Jesu ledsagere. Navnet Maria kommer muligvis af ægyptisk M’ry den elskede, og Magdalene betyder fra Magdala, et bynavn som betyder tårnet. Byen Magdala er muligvis en afledning af bynavnet Migdal, som lå på vestbredden af Genesaret sø, lidt nord for byen Tiberias.
Maria Magdalene var både til stede ved Jesu korsfæstelse og begravelse og var vidne til den tomme grav. Hun var den første, Jesus åbenbarede sig for efter sin død med budskabet om et evigt liv.
Hendes festdag er d. 22. juli, og hendes attribut er en krukke eller et bæger. I kirkefædrenes tid blev hun af og til kaldt Mariam.
Hendes jordiske rester er efter en middelalderlig legende i kirken Sainte-Marie-Madelaine i Vézelay i Frankrig.

## Maria Magdalene i Bibelen
- Jesus driver syv dæmoner ud af hende
- Hun er velhavende og understøtter Jesus og disciplene økonomisk
- En kvinde ved navn Maria, som måske er Magdalene, køber kostbare, vellugtende salver for at salve Jesus
- Hun er tilstede ved Jesu korsfæstelse
- Hun våger over hans grav
- Hun går hen for at salve Jesus efter hans død
- Hun er den første der ser at han er væk fra graven
- Hun er den der ser ham først efter genopstandelsen
- Hun er muligvis “den discipel Jesus elskede”

Det er almindeligt accepteret blandt sekulære historikere, at Maria Magdalene ligesom Jesus har været en rigtig historisk figur. Ikke desto mindre vides der meget lidt om hendes liv. I modsætning til Apostelen Paulus efterlod Maria Magdalene ingen kendte skrifter af sine egne bag sig. Hun blev aldrig nævnt i nogen af de Paulinske breve eller i nogen af de katolske breve. De tidligste og mest pålidelige kilder om hendes liv er de tre synoptiske evangelier Markus, Mattæus, og Lukas, som alle blev skrevet i det første århundrede e.Kr..

### Maria Magdalene som del af Jesu følge
Maria Magdalenes tilnavn Magdalene (ἡ Μαγδαληνή; bogstaveligt "Magdalene") betyder højst sandsynligt, at hun kom fra Magdala, en landsby på den vestlige bred af Genesaret sø, der primært var kendt i antikken som et fiskerleje. Maria var langt den mest almindelige jødiske fornavn for kvinder i det første århundrede, så det var nødvendigt for forfatterne af evangelierne at kalde hende Magdalene for at kunne skelne hende fra de andre kvinder ved navn Maria, som fulgte Jesus. Selv om Markusevangeliet, som af lærde er kendt for at være det tidligste overlevende evangelium, ikke nævner Maria Magdalene før Jesu korsfæstelse, giver Lukasevangeliet 8:1–3 et kort resumé af hendes rolle medens hans virkede:
| Citat       | I den følgende tid gik han fra by til by og fra landsby til landsby, og han prædikede og forkyndte evangeliet om Guds rige. Sammen med ham var de tolv og nogle kvinder, der var blevet helbredt for onde ånder og sygdomme. Det var Maria med tilnavnet Magdalene, som syv dæmoner var faret ud af, og Johanna, der var gift med Kuza, en embedsmand hos Herodes, og Susanna og mange andre. De sørgede for dem af deres egne midler. | Citat |
| Lukas 8:1-3 | |       |

### Maria Magdalene og de syv dæmoner
At syv dæmoner havde besat Maria er gentaget i Markus 16:9, men kun i den længere slutning af evangeliet – oplysningen findes ikke i de tidligste manuskripter og er en tilføjelse fra det andet århundrede til originalteksten, muligvis baseret på Lukasevangeliet. I det første århundrede blev dæmoner almindeligt anset for at forårsage fysisk og psykisk sygdom. Bruce Chilton, en lærd i den tidlige kristendom, udtaler, at henvisningen til, at antallet af dæmoner er "syv", kan betyde, at Maria måtte gennemgå syv eksorcismer, sandsynligvis over en lang periode, på grund af at de første seks var helt eller delvist mislykkede.
Bart D. Ehrman, en forsker i Det Nye Testamente og historiker af den tidlige kristendom, hævder, at tallet syv kan være ment symbolsk,, eftersom, i jødisk tradition, syv var antallet af færdiggørelser, , så at Maria Magdalena var besat af syv dæmoner kan simpelthen betyde, at hun var fuldstændig overvældet af deres magt. I begge tilfælde skal Maria have lidt af alvorlige følelsesmæssige eller psykologiske traumer, for at en eksorcisme af denne art skulle kunne opfattes som nødvendig. Følgelig må hendes hengivenhed til Jesus som følge af denne helbredelse have været meget stærk. Evangeliernes forfattere ynder normalt at give dramatiske beskrivelser af Jesus offentlige eksorcismer, hvor den besatte person jamrer, slår sig og river sine klæder i stykker foran en menneskemængde. Derimod kan det, at Marias eksorcisme kun får lidt opmærksomhed, tyde på, at enten Jesus udførte den privat, eller at de, der nedskrev historien, ikke opfattede den som særlig dramatisk.
Da Maria er opført som en af de kvinder, der støttede Jesu tjeneste økonomisk, må hun have været relativt velhavende. De steder, hvor hun og de andre kvinder er nævnt i evangelierne, indikerer stærkt, at de var afgørende for Jesu gerning og at Maria Magdalene altid optræder først, når hun er opført i de synoptiske evangelier som medlem af en gruppe af kvinder, indikerer, at hun blev set som den vigtigste af dem alle.  Carla Ricci bemærker, at Maria Magdalene på lister over disciplene indtager en lignende position blandt Jesus kvindelige tilhængere, som Simon Peter gør det blandt de mandlige apostle.

### Maria Magdalene som kvinde i Jesu tjeneste
At en kvinde spillede en så aktiv og vigtig rolle i Jesu tjeneste var ikke så enestående, som man kunne tro; inskriptioner fra en synagoge i Aphrodisias i Lilleasien fra omkring samme tidsperiode afslører, at mange af de største donorer til synagogen var kvinder. At være i Jesu tjeneste gav kvinder større frihed end de typisk ville have haft i det almindelige jødiske samfund. Jesus lærte, at der i Guds nært forestående rige ville være en ombytning af roller og de, der før var blevet undertrykt, ville blive ophøjet. Ifølge Ehrman har denne idé formentlig været særligt tiltalende og styrkende for tidens kvinder, som f.eks. Maria Magdalena, som måske har følt sig undertrykt af den traditionelle opfattelse af kønsroller.

### Maria Magdalene som vidne til Jesu korsfæstelse
Alle fire kanoniske evangelier er enige om, at Maria Magdalene sammen med flere andre kvinder betragtede Jesu korsfæstelse på afstand. Markus 15,40 nævner navnene på de tilstedeværende kvinder som Maria Magdalene; Maria, Jakobs mor; og Salome. Mattæus 27,55-56 nævner Maria Magdalene, Maria, mor til Jakob og Josef, og den unavngivne mor til Zebedæus' sønner (som kan være den samme person, som Markusevangeliet omtaler som Salome). Lukas 23,49 nævner en gruppe kvinder, der så korsfæstelsen, men opgiver ikke nogen af deres navne. Johannes 19,25 nævner Maria, Jesu mor, hendes søster, Maria, Klopas' hustru, og Maria Magdalene som vidner til korsfæstelsen.
Stort set alle velrenommerede historikere er enige om, at Jesus blev korsfæstet af romerne efter ordre fra Pontius Pilatus. James Dunn udtaler om dåb og korsfæstelse, at disse "to kendsgerninger i Jesu liv kan der kun være universel enighed om". Ikke desto mindre er evangeliernes beretninger om Jesu korsfæstelse meget forskellige og de fleste sekulære historikere er enige om, at nogle af detaljerne i beretningerne er blevet ændret, så de passer til deres forfatteres teologiske dagsordener. Ehrman anfører, at Maria Magdalenes tilstedeværelse og de andre kvinder ved korset er sandsynligvis er historisk korrekt, fordi kristne næppe ville have opdigtet, at hovedvidnerne til korsfæstelsen var kvinder og også fordi deres tilstedeværelse uafghængigt af hinanden er attesteret i både de synoptiske evangelier og i Johannesevangeliet. Maurice Casey er enig i, at tilstedeværelsen af Maria Magdalene og de andre kvinder ved Jesu korsfæstelse må accepteres som en historisk kendsgerning. Ifølge E. P. Sanders kan grunden til, at kvinderne så korsfæstelsen, selv efter at de mandlige disciple var flygtet, have været, at de enten i mindre grad risikerede at blive arresteret, at de var modigere end mændene, eller en kombination af begge muligheder.

### Maria Magdalene som vidne til Jesu begravelse
Alle fire kanoniske evangelier, såvel som det apokryfe Petersevangeliet, er enige om, at Jesu krop blev taget ned fra korset og begravet af en mand ved navn Josef fra Arimatæa. Markus 15,47 angiver Maria Magdalene og Maria, Jesu mor, som vidner til Jesu begravelse. Mattæus 27,61 angiver Maria Magdalene og "den anden Maria" som vidner. Lukas 23,55 nævner "kvinderne, der havde fulgt ham fra Galilæa", men nævner ikke nogen af deres navne. Johannes 19,39–42 nævner ikke nogen kvinder, der var til stede under Josefs begravelse af Jesus, men nævner tilstedeværelsen af Nikodemus, en farisæer, som Jesus havde en samtale med i begyndelsen af evangeliet Ehrman, som tidligere accepterede historien om Jesu begravelse som historisk, afviser den nu som en senere tilføjelse på det grundlag, at romerske guvernører næsten aldrig tillod, at henrettede forbrydere fik nogen form for begravelse, og især Pontius Pilatus var ikke "den slags hersker, der ville bryde med tradition og politik, når et medlem af det jødiske råd venligt blev bedt om at sørge for en anstændig begravelse for et korsfæstet offer."
John Dominic Crossan har kontroversielt hævdet, at Jesu krop sandsynligvis blev spist af vilde hunde. Ehrman bemærker, at dette var den mest almindelige skæbne for ofre for korsfæstelse, men siger, at det er umuligt at vide med sikkerhed, hvad der rent faktisk skete med Jesu krop, efter at den var blevet fjernet fra korset. Casey hævder, at det meget vel kan være rigtigt, at Jesus fik en ordentlig begravelse af Josef af Arimatæa, og bemærker, at det i nogle meget sjældne tilfælde hændte at romerske guvernører frigav ligene af henrettede fanger til begravelse. Ikke desto mindre afviser han, at Jesus kunne være blevet begravet i en dyr grav med en sten rullet op foran som den, der er beskrevet i evangelierne, hvilket førte til, at han konkluderede, at Maria og de andre kvinder faktisk ikke kan have set graven. Sanders accepterer Jesu begravelse af Josef af Arimatæa i nærværelse af Maria Magdalena og de andre kvindelige tilhængere som en historisk kendsgerning.

### Maria Magdalene som vidne til Jesu opstandelse
Den tidligste beskrivelse af Jesu tilsynekomster efter opstandelsen er et citat af en før-paulinsk trosbekendelse bevaret af apostlen Paulus i 1. Korintherbrev 15,3–8, som blev skrevet omkring 20 år før nogen af evangelierne. Denne passage nævner ikke Maria Magdalene, de andre kvinder, eller i det hele taget historien om den tomme grav,  men krediterer snarere Simon Peter for at have været den første til at se den opstandne Jesus. På trods af dette er alle fire kanoniske evangelier, såvel som det apokryfe Peters evangelium, enige om, at Maria Magdalene, enten alene eller som medlem af en gruppe, var den første person, der opdagede, at Jesu grav var tom. Ikke desto mindre adskiller detaljerne i beretningerne sig drastisk fra hinanden.
Ifølge Markus 16,1–8, der er den tidligste beretning om opdagelsen af den tomme grav, gik Maria Magdalene, Maria, Jakobs mor, og Salome til graven lige efter solopgang, halvanden dag efter Jesu begravelse og opdagede, at stenen allerede var rullet væk. De gik ind og så en ung mand klædt i hvidt, som fortalte dem, at Jesus var opstået fra de døde og bad dem fortælle de mandlige disciple, at han ville møde dem i Galilæa. I stedet løb kvinderne væk og fortalte ikke noget til nogen, fordi de var for bange. Evangeliets originaltekst slutter her, uden at den opstandne Jesus nogensinde har vist sig for nogen. Casey hævder, at årsagen til denne bratte afslutning kan være, at Markusevangeliet er et ufærdigt første udkast.
Ifølge Mattæus 28,1–10 gik Maria Magdalene og "den anden Maria" til graven. Der opstod et jordskælv, og en engel klædt i hvidt steg ned fra himlen og rullede stenen til side, mens kvinderne så på. Englen fortalte dem, at Jesus var opstået fra døde. Derefter den opstandne Jesus selv hen og viste sig for kvinderne, da de forlod graven, og bad dem fortælle de andre disciple, at han ville møde dem i Galilæa. Ifølge Lukas 24,1–12 gik en gruppe unavngivne kvinder til graven og fandt allerede stenen rullet væk, som beskrevet i Markusevangeliet. De gik ind og så to unge mænd klædt i hvidt, som fortalte dem, at Jesus var opstået fra de døde. Så gik de hen og fortalte det til de elleve tilbageværende apostle, som afviste deres historie som løs snak. I Lukas' beretning, viser Jesus sig aldrig for kvinderne, men i stedet viser han sig for disciplen Kleopas og en unavngiven "discipel", der er på vej til Emmaus.  Lukas' fortælling nævner heller ikke påbudet til kvinderne om at bede disciplene vende tilbage til Galilæa, og får i stedet Jesus til at bede disciplene om at blive i Jerusalems område.

### Maria Magdalene som apostel til apostlene
Maria Magdalenes rolle i fortællingerne om opstandelsen er stærkt udvidet i beretningen fra Johannesevangeliet. Ifølge Johannes 20,1–10, gik Maria Magdalene alene til graven, da det stadig var mørkt og så, at stenen allerede var rullet væk. Hun så ingen, men løb straks hen for at fortælle Peter og ""disciplen, som Jesus elskede", som fulgte med hende til graven og bekræftede, at den var tom, men vendte hjem uden at se den opstandne Jesus. Ifølge Johannes 20,11–18 så Maria, nu alene i haven uden for graven, "to engle i hvide klæder sidde dér, hvor Jesu legeme havde ligget, én ved hovedet og én ved fødderne". Derefter vender hun sig om og ser Jesus, som hun først forveksler med havemanden, men efter at hun hørte ham sige sit navn, genkender hun ham og råber "Rabbuni!" (som er aramæisk for "lærer"). Hans næste ord er i den danske bibeloversættelse "Hold mig ikke tilbage, for jeg er endnu ikke steget op til Faderen", men kan også oversættes til "Rør mig ikke, for jeg er endnu ikke steget op til min Fader" eller "Hold op med at klamre mig til mig, [osv.]" sidstnævnte er mere sandsynligt i betragtning af grammatikken (nægtet nuværende imperativ: stop med at gøre noget, der allerede er i gang) samt Jesu udfordring til Thomas en uge senere (se Johannes 20,24–29). Jesus sender hende derefter hen for at fortælle de andre apostle nyheden om hans opstandelse. Johannesevangeliet skildrer dermed Maria Magdalene som den første apostel, apostlen der bliver sendt til apostlene.
Fordi skriftkloge var utilfredse med den bratte slutning på Markusevangeliet, skrev de flere forskellige alternative slutninger til det. I den kortere slutning, som findes i meget få manuskripter, går kvinderne til "dem omkring Peter" og fortæller dem, hvad de havde set ved graven, efterfulgt af en kort forkyndelse af evangeliet, der forkyndes fra øst til vest. Denne "meget tvungne" slutning modsiger det sidste vers i det originale evangelium, der beretter, at kvinderne "ikke fortalte det til nogen". Den længere slutning på Markusevangeliet, som findes i de fleste overlevende manuskripter, er en "sammensmeltning af traditioner" indeholdende episoder afledt af de andre evangelier. For det første beskrives det, at Jesus optræder for Maria Magdalene alene (som i Johannesevangeliet),  efterfulgt af korte beskrivelser af Jesus, der viser sig for de to disciple på vejen til Emmaus (som i Lukasevangeliet) og til de elleve resterende disciple (som i Matthæusevangeliet).

### Den historiske Maria Magdalene
I sin bog udgivet i 2006 udtaler Ehrman, at "det forekommer næsten sikkert", at historierne om den tomme grav, uanset om de er nøjagtige eller ej, kan spores tilbage til den historiske Maria Magdalena, og skriver, at kvinder i det jødiske samfund blev betragtet som upålidelige vidner og blev forbudt at afgive vidneforklaring i retten, så tidlige kristne ville ikke have haft noget motiv til at finde på en historie om en kvinde, der var den første til at opdage den tomme grav. I fald historien var opdigt , ville de have haft en stærk motivation til at lade Peter, Jesu nærmeste discipel mens han levede, være den der opdagede den tomme grav. Han siger også, at historien om Maria Magdalene, der opdagede den tomme grav, er uafhængigt af hinanden attesteret i de synoptiske evangelier, Johannesevangeliet og i Petersevangeliet. N. T. Wright udtaler, at "det ærligt talt er umuligt at forestille sig, at kvinderne ved graven blev indsat i traditionen efter Paulus' tid."
Casey udfordrer dette argument og hævder, at kvinderne ved graven ikke er lovlige vidner, men snarere heltinder i overensstemmelse med en lang jødisk tradition. Han hævder, at historien om den tomme grav må være opfundet af enten forfatteren til Markusevangeliet eller af en af hans kilder, baseret på det historiske faktum, at kvinderne havde været til stede ved Jesu korsfæstelse og begravelse. I sin bog udgivet i 2014 afviser Ehrman sit eget tidligere argument,, der siger, at historien om den tomme grav kun kan være en senere opfindelse, fordi der stort set ingen mulighed er for at Jesu lig kunne have været placeret i nogen form for grav, og, hvis Jesus aldrig blev begravet, så kunne ingen i live på det tidspunkt have sagt, at hans ikke-eksisterende grav var blevet fundet tom. Han konkluderer, at ideen om, at tidlige kristne "intet motiv" havde til at konstruere historien simpelthen "lider af en fattigdom af fantasi" og at de kunne have haft alle mulige motiver, især fordi kvinder var overrepræsenteret i de tidlige kristne samfund, og kvinderne selv ville have haft en stærk motivation til at finde på en historie om, at andre kvinder var de første til at finde graven. Han konkluderer dog senere, at Maria Magdalene må have været et menneske, der havde en oplevelse, hvor hun troede, hun så den opstandne Jesus, og har som bevis henvist til hendes fremtrædende rolle i evangeliets opstandelsesfortællinger og hendes fravær alle andre steder i evangelierne.

## Maria Magdalene i oldkristne og gnostiske tekster
Nytestamentlige apokryfe skrifter nævner Maria Magdalene, og nogle af disse tekster blev citeret af tidlige kristne. De blev dog aldrig optaget i Det Nye Testamentes kanon. Romersk-katolske, østlige ortodokse og protestantiske kirker ser generelt ikke disse skrifter som en del af Bibelen. I disse apokryfe tekster portrætteres Maria Magdalene som en visionær leder af den tidlige bevægelse, som Jesus elskede mere end han elskede de andre disciple. Disse tekster blev skrevet længe efter den historiske Maria Magdalenes død. De betragtes ikke af bibelforskere som pålidelige kilder til information om hendes liv. Sanders opsummerer den videnskabelige konsensus om, at:
... meget, meget lidt i de apokryfe evangelier kunne tænkes at gå tilbage til Jesu tid. De er legendariske og mytologiske. Af alt det apokryfe materiale er kun nogle af udsagn i Thomasevangeliet værd at overveje.
Ikke desto mindre er teksterne ofte blevet promoveret i moderne værker, som om de var pålidelige. Sådanne værker understøtter ofte sensationsprægede udtalelser om Jesus og Maria Magdalenes forhold.

### Frelserens Dialog
Den tidligste dialog mellem Jesus og Maria Magdalene er sandsynligvis Frelserens Dialog en stærkt beskadiget gnostisk tekst, der blev opdaget i Nag Hammadi-biblioteket i 1945. Dialogen består af en samtale mellem Jesus, Maria og to apostle - Apostlen Thomas og Apostlen Mattæus. I logion 53 tilskriver Dialogen Maria tre aforismer, som i Det Nye Testamente tilskrives Jesus: "Hver dags ondskab [er tilstrækkelig]. Arbejdere fortjener deres mad. Disciple ligner deres lærere." Fortælleren roser Maria for at sige "hun kom med denne ytring som en kvinde, der forstod alt."

### Pistis Sophia[102]
- Maria Magdalene kaldes af Jesus for den velsignede
- Jesus vil åbenbare alt hvad hun søger for Maria Magdalena
- Maria Magdalenas hjerte er mere åbent for himmerige end nogen anden discipels
- Maria Magdalene er fyldens fylde, og fuldbyrdelsernes fuldbyrdelse
- Hun er den velsignede som vil arve hele lysets kongerige
- Hun er den der spørger dybere ind til Jesus lære og han roser hende for det

Pistis Sophia, der muligvis dateres så tidligt som i det andet århundrede, er det bedst bevarede af de gnostiske skrifter og skrevet på koptisk. Det blev opdaget i det 18. århundrede i en stort bind indeholdende talrige tidlige gnostiske afhandlinger. Dokumentet har form af en lang dialog, hvor Jesus besvarer sine følgeres spørgsmål. Af de 64 spørgsmål er 39 præsenteret af en kvinde, der omtales som Maria eller Maria Magdalene. På et tidspunkt siger Jesus: "Maria, du velsignede, som jeg vil fuldende i alle mysterier for dem på højden, tale i åbenhed, du, hvis hjerte er hævet til Himmeriget mere end alle dine brødre". På et andet tidspunkt siger han til hende: "Godt gået, Maria. Du er mere velsignet end alle kvinder på jorden, fordi du vil være fylden af fylde og fuldendelsen af fuldførelsen." Simon Peter, irriteret over at Maria dominerer samtalen, siger til Jesus: "Min herre, vi kan ikke udholde denne kvinde, der kommer i vejen for os og ikke lader nogen af os tale, selvom hun taler hele tiden." Maria forsvarer sig selv og siger: "Min herre, jeg forstår i mit sind, at jeg til enhver tid kan komme frem for at fortolke, hvad Pistis Sophia [en kvindelig guddom] har sagt, men jeg er bange for Peter, fordi han truer mig og hader mit køn." Jesus forsikrer hende: "Enhver, der er fyldt med lysets ånd, vil træde frem for at fortolke, hvad jeg siger: ingen vil være i stand til at modsige dem."

### Thomasevangeliet[107]
- Maria Magdalene udspørger Jesus, og er en ud af fem disciple nævnt ved navn
- Peter betvivler hendes status, da hun er en kvinde, og Jesus erklærer at han anser hende for at være mandlig.

Thomasevangeliet, der normalt dateres til slutningen af det første eller begyndelsen af det andet århundrede, var blandt de gamle tekster, der blev opdaget i Nag Hammadi i 1945. Thomasevangeliet består udelukkende af 114 ytringer (logia Jesu), der tilskrives Jesus. Mange af disse ytringer ligner dem i de fire kanoniske evangelier (betegnelsen for de skrifter i Det Nye Testamente, der ifølge traditionen er skrevet af Matthæus, Markus, Lukas og Johannes), men andre er fuldstændig ulig noget, der findes i Det Nye Testamente. Nogle forskere mener, at i det mindste nogle få af disse udsagn kan spores tilbage til det historiske Jesus. To af ytringerne refererer til en kvinde ved navn "Maria", som generelt betragtes som Maria Magdalene. I udsagn 21, stiller Maria selv Jesus det uskyldige spørgsmål: "Hvem er dine disciple som?" Jesus svarer, "De er som børn, der har slået sig ned på en mark, som er ikke deres. Når ejerne af marken kommer, vil de sige: 'Lad os få vores mark tilbage.' De (vil) klæde sig af i deres nærvær for at lade dem få deres mark tilbage og give dem tilbage." Herefter fortsætter Jesus sin forklaring med en lignelse om ejeren af et hus og en tyv, der slutter med det almindelige. retorik: "Den, der har ører at høre, han skal høre".
Marias omtale i logion 114 har imidlertid skabt betydelig kontrovers:
| Citat | Simon Peter sagde til dem: "Maria må hellere gå væk fra os; for kvinder er ikke værdige til livet." Jesus sagde: Se, jeg vil selv lede hende for at gøre hende mandlig, så hun bliver en levende ånd, der ligesom jer er mandlig. For enhver kvinde, der gør sig selv mandlig, skal gå ind i himlenes rige. | Citat |
|       | |       |

### Filipsevangeliet[113]
- Maria Magdalene kaldes hans partner
- Jesus søster, hans mor og hans partner var hver især en Maria.
- Jesus elsker hende højere end alle sine andre disciple og kyssede hende tit på ... (Muligvis er det munden han kyssede hende på, men det kan ikke med sikkerhed siges hvor det var han kyssede hende, da netop det ord mangler. Sikkert er det dog at de andre disciple blev jaloux over det.)

Filipsevangeliet, der stammer fra det andet eller tredje århundrede, overlever delvist blandt de tekster, der blev fundet i Nag Hammadi i 1945. På en måde, der ligner Johannes 19,25–26, præsenterer Filipsevangeliet Maria Magdalene som en af kvinderne i Jesu følge og tilføjer, at hun var hans koinônos, et græsk ord, der er forskelligt oversat i nutidige versioner som partner, associeret, kammerat, ledsager:
| Citat | Der var tre, der altid vandrede med Herren: Maria, hans mor, og hendes søster, og Magdalene, som blev kaldt hans ledsager. Hans søster, hans mor og hans ledsager hed alle Maria. | Citat |
|       | |       |

Filipsevangeliet bruger beslægtede koinônos og koptiske ækvivalenter til at henvise til den bogstavelige parring af mænd og kvinder i ægteskab og seksuelt samkvem, men også metaforisk, med henvisning til et åndeligt partnerskab og genforeningen af den gnostiske kristne med guddommelige rige. Filipsevangeliet indeholder også et andet afsnit, der vedrører Jesu forhold til Maria Magdalena. Teksten er slemt fragmenteret, og mulige, men upålidelige tilføjelser er vist i parentes:
| Citat | Og [frelserens ledsager var] Maria Magdalene. [Kristus] elskede Maria mere end [alle] disciplene, [og plejede] at kysse hende [ofte] på [munden]. Resten af disciplene [blev fornærmet over det og udtrykte misbilligelse]. De sagde til ham: "Hvorfor elsker du hende mere end os alle?" Frelseren svarede og sagde til dem: "Hvorfor elsker jeg ikke jer som hende? Når en blind mand og en, der ser, begge er sammen i mørket, er de ikke forskellige fra hinanden. Når lyset kommer, så vil den, der ser, se lyset, og den, der er blind, vil blive i mørket." | Citat |
|       | |       |

For tidlige kristne havde kys ikke en romantisk konnotation, og det var almindeligt for kristne at kysse deres trosfæller som en måde at hilse på. Denne tradition praktiseres stadig i mange kristne menigheder i dag og er kendt som "fredskys". Ehrman forklarer, at i forbindelse med Filipsevangeliet bruges fredskysset som et symbol på sandhedens passage fra én person til en anden, og at det ikke på nogen måde er en form for et "guddommeligt forspil".

### Mariaevangeliet
- Maria Magdalene trøster disciplene og giver dem mod
- Jesus elskede hende højere end nogen anden discipel
- Hun forkynder for apostlene, hvad hun har lært af Jesus, som han end ikke har åbenbaret for Peter.
- Peter og Andreas betvivler hendes viden, og Levi forsvarer hende
 [121]

Mariaevangeliet er den eneste bevarede apokryfe tekst, der er opkaldt efter en kvinde. Den indeholder oplysninger om kvinders rolle i den tidlige kirke. Teksten er sandsynligvis skrevet over et århundrede efter den historiske Maria Magdalenes død. Teksten er ikke tilskrevet hende og dens forfatter er anonym. I stedet fik evangeliet sin titel, fordi det handler om hende. Den vigtigste overlevende tekst kommer fra en koptisk oversættelse bevaret i et manuskript fra det femte århundrede (Berolinensis Gnosticus 8052,1) opdaget i Cairo i 1896. Som følge af adskillige mellemliggende konflikter blev manuskriptet først udgivet i 1955. Omtrent halvdelen af evangeliets tekst i dette manuskript er gået tabt; de første seks sider og fire fra midten mangler. Ud over denne koptiske oversættelse, er to korte fragmenter fra det tredje århundrede af evangeliet skrevet med den originale græske tekst (Papyrus Rylands 463 og Papyrus Oxyrhynchus L 3525) også blevet opdaget, og blev udgivet i henholdsvis 1938 og 1983.
Den første del af evangeliet omhandler Jesu afskedsord til sine tilhængere efter en tilsynekomst efter opstandelsen. Maria optræder først i den anden del, hvor hun taler til de andre disciple, som alle er bange for deres egne liv: "Græd ikke, vær ikke bedrøvede og vær ikke i tvivl, for hans nåde vil være med jer alle og vil beskytte jer. Lad os hellere prise hans storhed, for han har forberedt os og gjorde os til virkelig mennesker." I modsætning til i Thomasevangeliet, hvor kvinder kun kan frelses ved at blive mænd, kan de i Mariaevangeliet blive frelst ligesom de er. Peter nærmer sig Maria og spørger hende:
| Citat | "Søster vi ved, at Frelseren elskede dig mere end resten af kvinden. Fortæl os Frelserens ord, som du husker, som du kender, men det gør vi ikke, og vi har heller ikke hørt dem". Maria svarede og sagde: "Hvad der er skjult for dig, vil jeg forkynde for dig." Og hun begyndte at tale til dem disse ord: "Jeg", sagde hun, "jeg så Herren i et syn, og jeg sagde til ham: Herre, jeg så dig i dag i et syn". | Citat |
|       | |       |

Maria fortsætter derefter med at beskrive den Gnostiske kosmologi til bunds, og afslører, at hun er den eneste, der har forstået Jesu sande lære. Apostelen Andreas udfordrer Maria og insisterer: "Sig, hvad du synes om, hvad hun sagde, men jeg tror ikke på, at frelseren sagde dette. Disse læresætninger er mærkelige ideer." Peter svarer og siger: "Snakker han virkelig med en kvinde privat uden at vi ved om det? Skulle vi alle lytte til hende? Foretrækker han hende frem for os?" Andreas og Peters svar skal vise, at de ikke forstår Jesu lære, og at det i virkeligheden kun er Maria, der virkelig forstår den. Apostlen Matthæus kommer til Marias forsvar og giver Peter en skarp irettesættelse: "Peter, du er altid vred. Nu ser jeg dig argumentere imod denne kvinde som en modstander. Hvis frelseren gjorde hende værdig, hvem er du så til at afvise hende? Frelseren kender hende sikkert godt. Det er derfor, han elskede hende mere end os."

## Eftermæle

### I kirkefædrenes tid
De fleste af de tidligste kirkefædre nævner slet ikke Maria Magdalene, og dem, der nævner hende, diskuterer hende normalt kun meget kortfattet. I sin anti-kristne polemik Det Sande Ord, skrevet mellem 170 og 180, erklærede den hedenske filosof Celsus, at Maria Magdalene ikke var andet end "en hysterisk kvinde... som enten drømte i en bestemt sindstilstand og gennem ønsketænkning havde fået en hallucination (en oplevelse, som tusinder andre har haft), eller, hvilket var mere sandsynligt, ønskede at imponere andre ved at fortælle denne fantastiske fortælling, og med denne fabrikerede historie lade andre tiggere få en chance." Kirkefaderen Origen (omtrent 184 – omtrent 253) forsvarede kristendommen mod denne anklage i sin undskyldende afhandling Mod Celsus, der nævner , som nævner Maria Magdalene og "den anden Maria", der begge ser den opstandne Jesus, og dermed angiver et andet vidne. Origenes bevarer også en udtalelse fra Celsus om, at nogle kristne på hans tid fulgte læren fra en kvinde ved navn "Mariam", som næsten helt sikkert er Maria Magdalene. Origenes afviser blot dette og bemærker, at Celsus "øder over os en bunke navne".

### Kirkefædrenes opfattelse af Maria Magdalene som den angrende synder
Maria Magdalene har i vestlig kristendom ry for at være en angrende prostitueret eller løs kvinde; disse udtalelser understøttes dog ikke af de kanoniske evangelier, som på intet tidspunkt antyder, at hun nogensinde skulle have været prostitueret eller på nogen måde bemærket sig ved en syndig livsstil. Misforståelsen er sandsynligvis opstået på grund af en sammenblanding mellem Maria Magdalena, Maria af Betania (som [salver Jesu fødder i Johannes 11,1–12), og den unavngivne "syndige kvinde", som salver Jesu fødder i Lukas 7,36–50.
Så tidligt som i det tredje århundrede, refererer kirkefaderen Tertullian (omtrent 160 – 225) til berøringen af "kvinden, der var en synder" i et forsøg på at bevise, at Jesus "ikke var et fantom, men et virkeligt fast legeme." Dette kan tyde på, at Maria Magdalene her allerede blev sammenblandet med den "syndige kvinde" i Lukas 7,36–50, selvom Tertullian aldrig klart identificerer kvinden, som han omtaler som Maria Magdalene. En prædiken tilskrevet Hippolytus af Rom (cirka 170 – 235) henviser til at Maria af Betania og hendes søster Martha søger Jesus i haven ligesom Maria Magdalene i Johannes 20,11-18, hvilket indikerer en sammenblanding mellem Maria af Betania og Maria Magdalena. Prædikenen beskriver den sammenblandede kvinde som en "anden Eva", der gennem sin lydighed kompenserer for den første Evas ulydighed. Prædikenen identificerer også udtrykkeligt Maria Magdalena og de andre kvinder som "apostle". Den første klare identifikation af Maria Magdalene som en forløst synder kommer fra den syriske Ephrem (omtrent 306 – 373). En del af årsagen til identifikation af Maria Magdalena som en synder kan stamme fra rygtet om hendes fødested, Magdala,, som i slutningen af det første århundrede var berygtet for sine indbyggeres påståede laster og løssluppenhed.
I et af hans bevarede udsagn identificerer Gregor af Nyssa (omtrent 330 – 395) Maria Magdalene som "det første vidne til opstandelsen, for at hun ved sin tro på opstandelsen, kan få tilgivelse for sine synder." Ambrose (omtrent 340 – 397) afviste derimod ikke blot sammenblandingen af Maria Magdalene, Maria af Betania og den salvede synder, men foreslog endda, at den autentiske Maria Magdalena i virkeligheden var to separate mennesker: en kvinde ved navn Maria Magdalene, som opdagede den tomme grav, og en anden Maria Magdalene, der så den opstandne Kristus. Augustin af Hippo (354 – 430) foreslog, at Maria af Betania og den unavngivne synder fra Lukasevangeliet kunne være en og samme person,, men forsøgte ikke at forbinde Maria Magdalene med nogen af dem. I stedet roste Augustin Maria Magdalene som "utvivlsomt... overordentlig mere ivrig i sin kærlighed end disse andre kvinder, der havde betjent Herren".

### Tidlig middelalder
Den unavngivne "syndige kvinde" i Lukas 7,36–50 identificeres aldrig som en prostitueret og i det jødiske samfund på det tidspunkt evangeliet blev skrevet, kunne "syndig" simpelthen have betydet, at hun "ikke ihærdigt overholdt Moseloven". Forestillingen om, at Maria Magdalene specifikt var en tidligere prostitueret eller løs kvinde daterer sig til en fortælling af pave Gregor 1. ("Gregor den Store") i en indflydelsesrig homilie fra omkring 591,  hvor han ikke kun identificerer Magdalene med den anonyme synder med parfumen i Lukasevangeliet og med Maria af Betania, søsteren til Martha og Lazarus fra Betania, men også for første gang udtrykkeligt identificerer hendes synder som værende synder af seksuel karakter:
| Citat                           | Hende, som Lukas kalder den syndige kvinde, som Johannes kalder Maria, tror vi er den Maria, fra hvem syv djævle blev udstødt ifølge Markus. Hvad betød disse syv djævle, hvis ikke alle lasterne? Det er tydeligt, at kvinden tidligere brugte salven til at parfumere sit kød i forbudte handlinger. Hvad hun derfor udviste mere skandaløst, ofrede hun nu til Gud på en mere prisværdig måde. Hun havde begæret med jordiske øjne, men nu fortæres disse af tårer gennem anger. Hun viste sit hår for at få ansigtet væk, men nu tørrer hendes hår hendes tårer. Hun havde talt stolte ting med sin mund, men ved at kysse Herrens fødder plantede hun nu sin mund på Forløserens fødder. For hver glæde, hun derfor havde haft i sig selv, brændte hun nu sig selv. Hun vendte mængden af sine forbrydelser til dyder for at tjene Gud helt i bod. | Citat |
| Pave Gregor 1. (homilie XXXIII) | |       |

### Tidlig middelalders opfattelse af Maria Magdalene som synder
I pave Gregor 1.s fortolkning forvandles de syv dæmoner, som Jesus har fordrevet fra Maria Magdalena, til middelalderens syv dødssynder fra middelalderens katolicisme, hvilket førte til, at Maria "ikke kun dømmes for begær, men også for stolthed og begærlighed." Aspektet af den angrende synder blev næsten lige så vigtig som disciplen i hendes persona som afbildet i vestlig kunst og religiøs litteratur, hvilket passer godt til den store betydning af anger i middelalderens teologi. I den efterfølgende religiøse legende blev Marias historie sammenblandet med historien om Maria af Egypten, en angrende prostitueret, som endte med at leve som eneboer. Med det var Marias billede, ifølge Susan Haskins, forfatter til Mary Magdalene: Myth and Metaphor, "endelig afgjort ... i næsten fjorten hundrede år," selvom de vigtigste senmiddelalderlige populære beretninger om hendes liv faktisk beskriver hende som en rig kvinde, hvis liv med seksuel frihed udelukkende var for fornøjelsens skyld. Denne sammensatte skildring af Maria Magdalene blev båret ind i messeteksterne til hendes festdag: i katolsk tridentinsk messe identificerer kollekten hende eksplicit som Maria af Betania ved at beskrive Lazarus som hendes bror, og evangeliet er historien om den angrende kvinde, der salver Jesu fødder.
Den "sammensatte Magdalene" blev aldrig accepteret af de østlige ortodokse kirker, som kun så disciplen Maria, og mente, at hun efter opstandelsen levede som en ledsager til Maria, Jesu mor, og ikke engang i Vesten var den "sammensatte Magdalene" alment accepteret. Benediktiner-ordenen fejrede altid Maria af Betania sammen med Martha og Lazarus af Betania den 29. juli, mens Maria Magdalene blev fejret den 22. juli. Ikke kun Johannes Chrysostomus i Østen (Mattæus, Homily 88), men også Ambrosius (De virginitate 3,14; 4,15) i Vesten, når han taler af Maria Magdalene efter Jesu Kristi opstandelse, er langt fra at kalde hende en skøge, og foreslår, at hun var en jomfru. Fra omkring det ottende århundrede, omtaler kristne kilder en kirke i Magdala, der skulle være blevet bygget på det sted, hvor Maria Magdalena havde sit hus, og hvor Jesus uddrev de syv dæmoner fra hende.
I en østlig tradition støttet af den vestlige biskop og historiker Gregor af Tours (omtrent 538 – 594), siges Maria Magdalena at have trukket sig tilbage til Efesus i Lilleasien med Maria, Jesu mor, hvor de begge levede i resten af deres liv. Gregor oplyser, at Maria Magdalene blev begravet i byen Efesos. Modestus, den græsk-ortodokse patriark af Jerusalem fra 630 til 634, beskriver en lidt anderledes tradition om, at Maria Magdalene var kommet til Efesos for at bo hos apostlen Johannes efter Maria, Jesu mors død.

## Spekulationer

### Maria Magdalene som beskrevet iDa Vinci Mysteriet
Dan Browns mystiske thriller-roman og bestseller Da Vinci Mysteriet fra 2003 populariserede en række fejlagtige ideer om Maria Magdalena,  herunder at hun var medlem af Benjamin stamme, at hun var Jesu hustru, at hun var gravid ved korsfæstelsen, og at hun fødte Jesu barn, som blev grundlæggeren af en blodlinje, som overlever den dag i dag. Der er ingen historiske beviser (fra de kanoniske eller apokryfe evangelier, andre tidlige kristne skrifter eller andre gamle kilder) der understøtter disse udsagn. Der er skrevet talrige værker som svar på de historiske unøjagtigheder i Da Vinci-koden, men romanen har stadig en massiv indflydelse på, hvordan medlemmer af den brede offentlighed opfatter Maria Magdalene.
Da Vinci-koden hævder også, at figuren af den "elskede discipel" til højre for Jesus i Leonardo da Vincis Den sidste Nadver er Maria Magdalene, forklædt som en af de mandlige disciple; kunsthistorikere hævder, at figuren i virkeligheden er apostlen Johannes, som kun fremstår feminin på grund af Leonardos karakteristiske fascination af at udviske linjerne mellem kønnene, en kvalitet som findes i hans andre malerier, som f.eks. i hans maleri Johannes Døberen (malet omtrent 1513–1516). Desuden ifølge Ross King, en ekspert i italiensk kunst, Maria Magdalenes udseende ved den sidste nadver ville ikke have været kontroversiel, og Leonardo ville ikke have haft noget motiv til at forklæde hende som en af de andre disciple,, da hun var almindeligt æret i sin rolle som "apostlens apostel" og protektor for den dominikanske orden, for hvem Den sidste nadver blev malet. Der ville endda have været præcedens for det, siden den tidligere italienske renæssancemaler Fra Angelico havde inkluderet hende i sit maleri af den sidste nadver.

### Maria Magdalene og ’’den elskede discipel’’
I 1998 kom Ramon K. Jusino med et hidtil uhørt argument om, at "den elskede discipel" i Johannesevangeliet er Maria Magdalene. Jusino baserede i vid udstrækning sit argument på de Gnostiske Nag Hammadi-tekster, og afviste Raymond E. Browns opfattelse af, at disse bøger var tilkommet senere, og fastholdt i stedet, at det eksisterende Johannesevangelium er resultatet af en ændret tidligere tekst, der præsenterede Maria Magdalene som den elskede discipel. Evangeliet, i det mindste i dets nuværende form, karakteriserer tydeligt og konsekvent disciplen som værende en mand, og refererer kun til, at han bruger ord bøjet i hankøn. Der er ingen tekstuelle varianter i eksisterende manuskripter af Det Nye Testamente, der modsiger dette, og dermed intet fysisk bevis for at der skulle have eksisteret et sådant hypotetisk tidligere dokument. Richard J. Hooper gør ikke Jusino-afhandlingen til sin egen, men siger: "Måske skal vi ikke helt afvise muligheden for, at nogle johanninske kristne anså Maria Magdalene for at være 'disciplen, som Jesus elskede'." Esther A. de Boer præsenterer ligeledes ideen som "en mulighed blandt andre", men ikke som en endelig løsning på problemet med den anonyme discipels identitet.

### Maria Magdalene og Jesu hustru
I 2012 udgav forskeren Karen L. King "Gospel of Jesus' Wife" (dansk: "Evangeliet om Jesu kone"), et påstået koptisk papyrusfragment, hvori Jesus siger: "Min kone ... hun vil blive kunne være min discipel." Den overvældende konsensus blandt forskere er, at fragmentet er en moderne forfalskning, og i 2016 sagde King selv, at det påståede evangelium var en forfalskning.

### Maria Magdalene og Jesu forhold
Ehrman udtaler, at de historiske kilder absolut intet afslører om Jesu seksualitet, og at der ikke er noget som helst bevis, der understøtter ideen om, at Jesus og Maria Magdalene var gift, eller at de havde nogen form for seksuelt eller romantisk forhold. Ingen af de kanoniske evangelier antyder noget sådant og selv i de sene gnostiske evangelier, hvor Maria er vist som Jesu nærmeste discipel, er forholdet mellem dem ikke seksuelt. Det ekstremt sene Marias store spørgsmål, som ikke har overlevet, fremstillede angiveligt Maria ikke som Jesu hustru eller partner, men snarere som en uvillig voyeur. Ehrman siger, at Essenerne, en samtidig jødisk sekt, der delte mange synspunkter med Jesus, og apostlen Paulus, Jesu senere tilhænger, begge levede i ugift cølibat,  så det er ikke urimeligt at konkludere, at Jesus også gjorde det.
Desuden lærte Jesus ifølge Markus 12,25, at ægteskab slet ikke ville eksistere i Guds kommende rige. Siden Jesus lærte, at folk skulle leve, som om riget allerede var ankommet, indebar denne lære et liv i ugift cølibat. Ehrman siger, at hvis Jesus havde været gift med Maria Magdalene, ville forfatterne af evangelierne helt sikkert have nævnt det, eftersom de nævner alle hans andre familiemedlemmer, inklusive hans mor Maria, hans stedfar Josef, hans fire brødre og mindst to søstre.
Maurice Casey afviser ideen om Maria Magdalene som Jesu hustru som intet andet end vild populær sensationslyst. Jeffrey J. Kripal skriver, at "de historiske kilder er simpelthen for modstridende og samtidig for tavse" til at komme med absolutte erklæringer om Jesu seksualitet.

## Eksterne kilder og henvisninger
- Bibelen på dansk
- http://www.magdalene.org
- Maria Magdalene evangeliet Arkiveret 28. september 2012 hos  Wayback Machine
- Maria Magdalene som katolsk helgen
- Artikel som diskuterer forfatterskabet til Johannes evangeliet
- Artikel om Magdalene i de oldkristne skrifter mv.
- Artikel om Maria Magdalene på kristendom.dk Arkiveret 11. august 2011 hos  Wayback Machine
- Karen L. King: The gospel of Mary of Magdala – Jesus and the first woman apostle. ISBN 0-944344-58-5
- Hannele Koivunen: The woman who understood completely. ISBN 951-96306-4-3
- Lisbet Kjær Müller: Maria Magdalene – Fra apostel til prostitueret. {{ISBN|978-87-91191-81-7}}
- Mary Magdalene Imagery Arkiveret 14. juni 2006 hos  Wayback Machine